# Пеклецова, Алина Евгеньевна
Али́на Евге́ньевна Пеклецо́ва (род. 12 декабря 2005, Вологда) — российская лыжница, чемпионка России. Мастер спорта России (2022). 

## Биография
Алина родилась и выросла в Вологде. Её отец, Евгений Пеклецов, также был лыжником.
Лыжами занимается с 9-летнего возраста, последовав примеру своего старшего брата. 
Окончила школу №18 г. Вологда с золотой медалью. С 2023 года является студенткой Института физической культуры и спорта Пензенского государственного университета.  
Личные тренеры Пеклецовой — Ирина Соколова и Артемий Гельманов. На внутрироссийских соревнованиях выступает за родную Вологодскую область.  

### Спортивная карьера
В юниорские годы многократно становилась победителем и призёром всероссийских соревнованиях по лыжным гонкам в различных возрастных категориях.
21 марта 2023 года 17-летняя Пеклецова завоевала свою первую медаль во взрослой карьере, став второй на чемпионате России в гонке на 10 км свободным стилем.
Летом 2023 года Пеклецова перешла в команду Архангельской области. По ходу Кубка России 2023/24 завоевала 6 медалей, включая золото масс-старта на 10 км в Кировске. В марте впервые стала чемпионкой страны, одержав победу в эстафете. Также на счету Пеклецовой серебро национального чемпионата в скиатлоне и золото Спартакиады сильнейших в Тюмени. По окончании сезона вернулась в Вологодскую область. 
В сезоне 2024/25 вновь завоевала несколько серебряных и бронзовых медалей на этапах Кубка и чемпионата России, а в апреле в рамках финала Кубка страны в Кировске победила в гонке с раздельным стартом на 10 км свободным стилем и в масс-старте свободным стилем. Впоследствии вошла в состав основной сборной России в группу Андрея Нутрихина. 